# Thecla duma
Thecla duma är en fjärilsart som beskrevs av William Chapman Hewitson 1878. Thecla duma ingår i släktet Thecla och familjen juvelvingar. Inga underarter finns listade i Catalogue of Life.